# 鄧弗姆林宮
鄧弗姆林宮（英語：Dunfermline Palace），位於蘇格蘭鄧弗姆林的蘇格蘭王宮的遺跡，毗鄰鄧弗姆林修道院，是蘇格蘭歷史環境局所打理的在冊古蹟。

## 外部連結

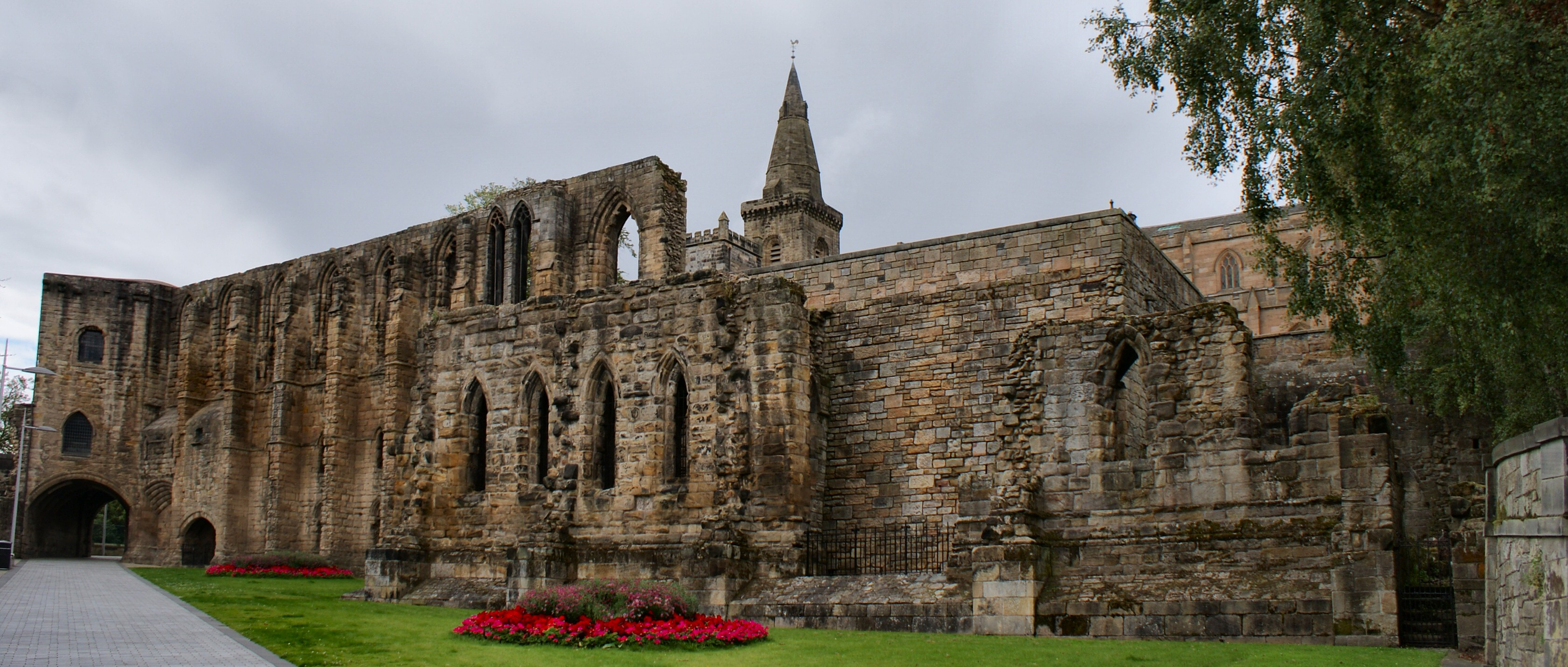
鄧弗姆林宮的南面牆身及門房

- Historic Environment Scotland: Dunfermline Palace and Abbey （页面存档备份，存于）

56°04′10″N 3°27′50″W / 56.0694°N 3.4638°W